# Мёрк, Марианне
Марианна Мёрк (род. 2 сентября 1949, Нёдинге) — шведская актриса и певица.

## Карьера
Мёрк получила актерское образование в швейцарской театральной школе, там же была приглашена в хор Большого театра, в котором пела до 1971 года.
В 1977 году Марианна начала играть в городском театре Мальме. На ее счету более сорока постановок, включая драматические и оперные пьесы. Исполнила множество главных ролей, таких как: Кармен, в одноименной пьесе, Элизу в «Моя прекрасная леди», Джованну в «Ригалетто», Марию в «Звуки музыки».
Мёрк имеет опыт режиссерской деятельности. Она работала помощником режиссера шведской, театральной  мюзикл-версии песни  «АББА» «Mamma Mia!» (Мамма Мия!) .
Впервые появилась на телевидение в 1982 году, и в 2019 году еще снималась сериале «Bonusfamiljen».
В 1999 году была награждена «Золотой маской» в номинации Лучшая актриса второго плана. Помимо этой награды у нее также много национальных наград и премий.

## Фильмография
- 1990 – Герой
- 1993 – Любовь из небесного ада
- 1999 – Жертва и преступник (телесериал)
- 1999 – Жизнь
- 2002 – Шведский конец (телесериал)
- 2002 – Хотту Доггу
- 2002 – Первое пространство зигенарена
- 2005 – Валландер – перед морозом
- 2006 – Валландер – Вдохновитель
- 2009 – Валландер – Долг
- 2017 – Счастливая Улица
- 2017 – Звезды дворца (сериал)
- 2017–2019 – Bonusfamiljen (сериал)
- 2019 – Моя Правда (сериал)